# Piperopsida
 Piperopsida  Bartl. – klasa roślin okrytonasiennych wydzielona w systemie Reveala (wraz z czterema innymi) w miejsce dwuliściennych (po odkryciu ich parafiletycznego charakteru). W nowszych systemach (system APG I, APG II) klasy nie są wyróżniane, a rośliny okrytonasienne klasyfikowane są w systemie kladów uporządkowanych z użyciem rang rzędów i rodzin. Zgodnie z aktualną wiedzą taksony skupione przez Reveala w klasie Piperopsida są grupą parafiletyczną i w znacznej części odpowiadają tzw. wczesnym dwuliściennym. Nietrafione okazało się w szczególności umieszczenie w tej grupie wielu grup roślin pasożytniczych, u których ewolucja regresywna związana z trybem życia spowodowała znaczne uproszczenie budowy i dopiero badania molekularne ostatnich lat ujawniły ich rzeczywistą pozycję w systemie roślin (m.in. bukietnicowate Rafflesiaceae zaliczone zostały do malpigiowatych Malpighiales, Cynomoriaceae do skalnicowców Saxifragales, a Balanophoraceae do sandałowców Santalales).

## Systematyka

### System Reveala(1999)
- Podklasa: Nelumbonidae Takht. 1997 
  - Nadrząd: Ceratophyllanae Takht. ex Reveal & Doweld 1998
    - Rząd: Ceratophyllales Bisch., Lehrb. Bot. 2(2): 847 1839 - rogatkowce

  - Nadrząd: Nelumbonanae Takht. ex Reveal, Novon 2: 236 1992
    - Rząd: Hydropeltidales Spenn., Handb. Angew. Bot. 1: 202.1-19 1834
    - Rząd: Nelumbonales Willk. & Lange, Prodr. Fl. Hispan. 1: XXX 1861 - lotosowce
- Podklasa: Nymphaeidae J.W. Walker ex Takht., Divers. Classif. Fl. Pl.: 74 1997 - grzybieniowe
  - Nadrząd: Nymphaeanae Thorne ex Reveal, Novon 2: 236 1992
    - Rząd: Nymphaeales Dumort., Anal. Fam. Pl.: 53 1829 - grzybieniowce
- Podklasa: Piperidae Reveal, Phytologia 76: 3 1994 - pieprzowe
  - Nadrząd: Balanophoranae R. Dahlgren ex Reveal, Novon 2: 235 1992
    - Rząd: Balanophorales Dumort., Anal. Fam. Pl.: 65 1829 - gałecznicowce
    - Rząd: Cynomoriales Burnett, Outl. Bot.: 1073, 1090, 1100 1835

  - Nadrząd: Lactoridanae Tahkt. ex Reveal & Doweld 1999
    - Rząd: Aristolochiales - kokornakowce
    - Rząd: Lactoridales Takht. ex Reveal, Phytologia 74: 174 1993

  - Nadrząd: Piperanae Reveal, Phytologia 76: 3 1994
    - Rząd: Piperales Dumort., Anal. Fam. Pl.: 65 1829 - pieprzowce

  - Nadrząd: Rafflesianae Thorne ex Reveal, Phytologia 79: 71 1996
    - Rząd: Hydnorales Takht. ex Reveal, Novon 2: 239 1992
    - Rząd: Rafflesiales Oliv., Nat. Hist. Pl. 2: 755 1895 - bukietnicowce, raflezjowce